# NGC 736
NGC 736 is een elliptisch sterrenstelsel in het sterrenbeeld Driehoek. Het hemelobject werd op 12 september 1784 ontdekt door de Duits-Britse astronoom William Herschel.

## Synoniemen
- PGC 7289
- UGC 1414
- MCG 5-5-28
- ZWG 503.55
- 6ZW 111